# Gmina Kurzętnik
Die Gmina Kurzętnik ist eine Landgemeinde im Powiat Nowomiejski der Woiwodschaft Ermland-Masuren in Polen. Ihr Sitz ist das gleichnamige Dorf (deutsch Kauernik) mit etwa 3000 Einwohnern.

## Geographie

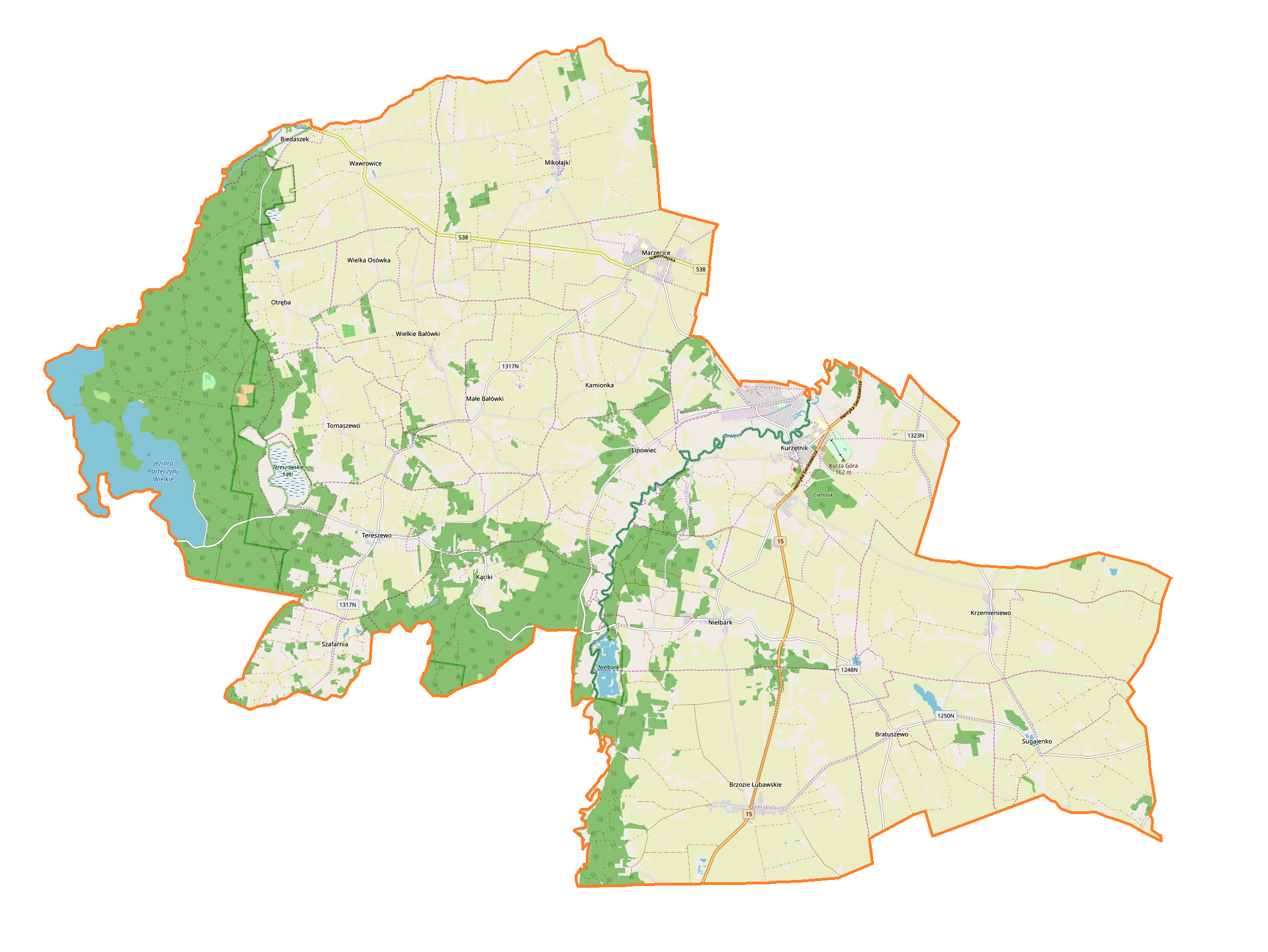
Karte der Landgemeinde

Die Ortschaft liegt etwa 40 Kilometer südöstlich von Grudziądz (Graudenz). Nachbargemeinden sind Biskupiec im Nordwesten, die Landgemeinde Nowe Miasto Lubawskie im Norden, die Kreisstadt Nowe Miasto Lubawskie (Neumark) im Nordosten, wiederum deren Landgemeinde und Grodziczno im Osten, in der Nachbarwoiwodschaft die Gemeinden Brzozie im Süden und Zbiczno im Südwesten.
Auf dem Gebiet gibt es eine Reihe kleinerer Seen. Der Fluss Drwęca (Drewenz) durchzieht die Gemeinde. Diese hat eine Fläche von nahezu 150 km², die zu 71 Prozent land- und zu 17 Prozent forstwirtschaftlich genutzt wird.

## Geschichte
Das Gemeindegebiet kam 1920 an Polen, unterbrochen durch die deutsche Besetzung nach dem Überfall auf Polen 1939. Die Gemeinde wurde 1973 wieder gegründet, nachdem sie von 1954 bis 1972 in Gromadas aufgeteilt wurde. Seit 1948 gehörte sie zum Powiat Nowomiejski, der 1975 aufgelöst wurde. Ihr Gebiet gehörte von 1950 bis 1975 zur Woiwodschaft Olsztyn und anschließend bis 1998 zur Woiwodschaft Toruń. Zum 1. Januar 1999 kam die Gemeinde wieder zum Powiat Nowomiejski und zur Woiwodschaft Ermland-Masuren, die neu gebildet wurde und dem polnischen Teil der ehemaligen Provinz Ostpreußen entspricht.

## Gliederung
Die Landgemeinde Kurzętnik besteht aus 18 Dörfern (deutsche Namen amtlich bis 1945) mit 20 Schulzenämtern (sołectwo):
- Bratuszewo (Bratuszewo, 1939–1942 Bratuschewo, 1942–1945 Bratisdorf)[4]
- Brzozie Lubawskie (Deutsch Brzozie, 1942–1945 Brosen)[4]
- Kamionka (Kamionken, 1942–1945 Kemmen, Kr. Neumark (Westpr.))[5]
- Kąciki (Konciki, 1942–1945 Roßwinkel)[6]
- Krzemieniewo (Krzeminiewo, 1942–1945 Krumau, Kr. Neumark (Westpr.))[4]
- Kurzętnik (Kauernik) mit zwei Schulzenämtern[3]
- Lipowiec (Lipowitz, 1942–1945 Lippen, Kr. Neumark (Westpr.))[4]
- Małe Bałówki (Klein Ballowken, 1942–1945 Kleinballen)[5]
- Marzęcice (Marzencitz,  1942–1945 Marnau)[5]
- Mikołajki (Nikolaiken, 1942–1945 Nickelshöhe)[5]
- Nielbark (Nelberg)
- Otręba (Otremba, 1939–1942 Ostremba, 1942–1945 Otterwald)[5]
- Romanowo, zweites Schulzenamt von Krzemieniewo[3]
- Sugajenko (Sugainko, 1942–1945 Sugein)[4]
- Szafarnia (Forsthausen, 1942–1945 Forsthausen, Kr. Strasburg (Westpr.))[6]
- Tereszewo (Terreschewo, 1942–1945 Resendorf)[5]
- Tomaszewo (Thomasdorf, 1942–1945 Thomasdorf, Kr. Neumark (Westpr.))[5]
- Wawrowice (Wawerwitz, 1942–1945 Wawer)[5]
- Wielkie Bałówki (Groß Ballowken, 1942–1945 Großballen)[5]

Weiler sind die drei Orte Kacze Bagno (Entenbruch), Ostrówki und Rygiel.

## Verkehr
Die Landesstraße DK15 (teilweise die ehemalige Reichsstraße 78) führt von Ostróda (Osterode i. Ostpr.) über die Kreisstadt und Kurzętnik nach Toruń (Thorn), wo die Schnellstraße S10 erreicht wird. In der Kreisstadt kreuzt die Ost-West-Verbindung DW538, eine Woiwodschaftsstraße, die durch den Norden der Gemeinde nach Łasin (Lessen) zur DK16 verläuft.
Der nächste größere internationale Flughafen ist Danzig. – In der Gemeinde bestehen keine Bahnstationen.